# Три жандарма

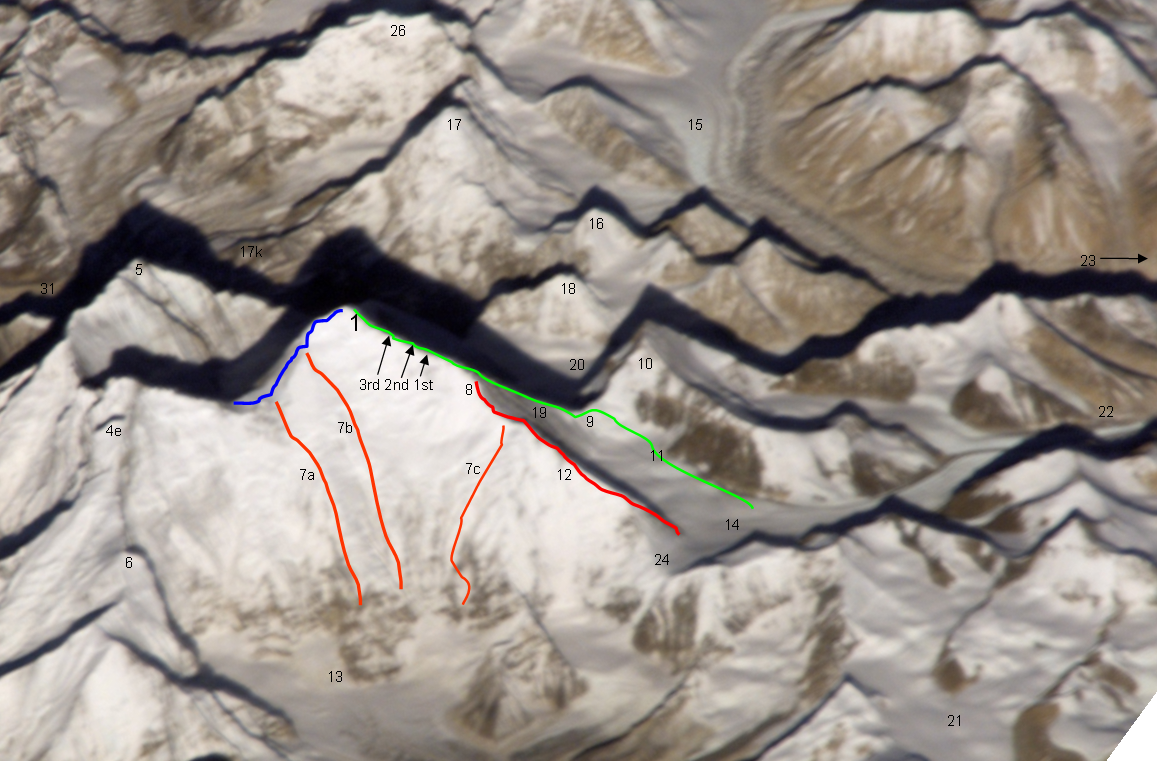
Здесь жандармы находятся на самой правой красной линии 12 у точки 8

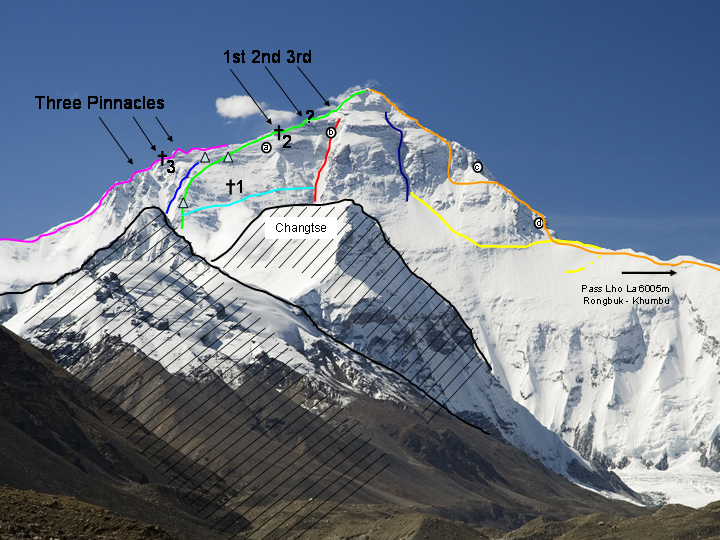
Северная стена Эвереста: маршруты и важные точки

Три жандарма (англ. Three Pinnacles) — три отдельно стоящих скалы (жандарма) в северо-восточном гребне Эвереста, являющиеся ключевым участком восхождения на вершину по этому маршруту. Находятся на высотах 7800, 8100 и 8200 метров над уровнем моря. Сложность прохождения — V (по шкале УИАА). Классический маршрут на Эверест с севера обходит жандармы и выводит на гребень выше них.
Первую попытку прохождения северо-восточного гребня Эвереста предприняла британская экспедиция Криса Бонингтона весной 1982 года. 15 мая на штурм вершины из передового базового лагеря вышли Питер Бордман и Джо Таскер, которых последний раз наблюдали 17 мая около 21.00 несколько ниже второго жандарма. С восхождения они не вернулись, а их исчезновение стало ещё одной из тайн этой горы (тело Бордмана было найдено в 1992-м году японско-казахстанской экспедицией на высоте около 8 200 метров вблизи вершины второго жандарма, тело Таскера пока не обнаружено).
В 1988 году англичане Рассел Брайс и Гарри Тейлор первыми доподлинно прошли траверс всех трёх жандармов, но были после него так измотаны, что отказались от дальнейшего восхождения и спустились по классике через Северное седло.
Впервые Три жандарма были пройдены в обе стороны в 1995 году японской экспедицией Nihon University Everest Expedition, совершившей первое восхождение по северо-восточному гребню со спуском по пути подъёма.
Первую попытку восхождения на Эверест по восточному гребню (англ. Fantasy ridge), так названному Джорджем Мэллори, и предполагающему прохождение Трёх жандармов планировали совершить американцы в 2006 году, но он так и остаётся последним непройденным гребневым маршрутом на третий полюс.